# Ydalir

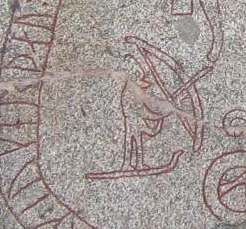
Skidande bågskytt, kanske Ull, på Bökstastenen i Uppland.

Ydalir eller Ydalarna  (fornvästnordiska: Ýdalir, Ýdalar; ”idegransdalarna”, ”bågdalarna”) är i nordisk mytologi guden Ulls boning.
Ydalir omtalas endast på ett ställe i den poetiska Eddan och nämns inte alls i Snorres Edda. Det är i Grímnismáls uppräkning av gudarnas tolv bostäder som namnet förekommer, men endast i en halvstrof. Den återstående strofhalvan ägnas åt Frejs Alvheim:
| Ydala heter det där Ull en gång byggde sig sina salar; Alvheim fick Frej av de andra gudarna i tandgåva arla i tiden. Översättning Björn Collinder | I Ydalarna Ull har satt upp salar åt sig; Alvheim åt Frej i urtidsdagar som tandskänk av gudar gavs. Översättning Åke Ohlmarks | Ýdalir hęita, þars Ullr of hęfr sér of gǫrva sali; Alfhęim Fręy gǫ́fu í árdaga tívar at tannféi. Grímnismál 5 |  |

Att Ull har varit bågskytt framgår av bostadens namn. Ýr var det fornnordiska ordet för ”idegran” men även ordet för ”pilbåge” eftersom de bästa bågarna gjordes av idegran. Ulls skicklighet som jägare bekräftas också av Snorre Sturlasson i Gylfaginning 31:
| Ull heter en [av asarna], han är son till Siv och Tors styvson. Han är en så god bågskytt och skidlöpare att ingen kan tävla med honom. Han är också vacker att se och har krigarens färdigheter. Honom är det bra att åkalla i envig. | Ullr heitir einn, sonr Sifjar, stjúpsonr Þórs. Hann er bogmaðr svá góðr ok skíðfœrr svá at engi má við hann keppask. Hann er ok fagr álitum ok hefir hermanns atgervi. Á hann er ok gott at heita í einvígi. |  |

Det som i dag är känt om Ull sammanfattas på följande vis av Anne Holtsmark: ”Ull har varit en vintergud och ortnamn tyder på att kulten avgränsades till de platser där vinterns snö och kyla skapade förutsättningar för jakt i fjäll och vildmark med skidan som transportmedel och pilbåge som jaktvapen.”
Ull tycks alltså ha varit skiddisen Skades manlige motsvarighet. En gång var han säkert en populär gud, men då eddorna skrevs var han nästan bortglömd. Namnet förekommer dock som heite i ganska många manskenningar från 900-talet.

## StjärnbildernaÝdalirochAlfheimr
Liksom man i Norden övertog de latinska veckodagarna (men med romerska gudanamn utbytta mot inhemska motsvarigheter), övertog man också den antika djurkretsen – dock även den anpassad efter inhemsk mytologi. Detta hävdade mytforskaren Finnur Magnússon, som i de tolv gudaboningarna i Grímnismál 4–16 såg en nordisk zodiak. Hypotesen vidareutvecklades senare av Sigurd Agrell. Ýdalir skulle enligt dem båda motsvara Skyttens stjärnbild (Bogmaðr, Finngálkn), medan Alfheimr skulle vara Stenbocken.